# Нагорновский сельсовет (Красноярский край)
Нагорновский сельсовет — сельское поселение в Саянском районе Красноярского края.
Административный центр — село Нагорное.

## История
Статус и границы сельского поселения установлены Законом Красноярского края от 18 февраля 2005 года № 13-3007 «Об установлении границ и наделении соответствующим статусом муниципального образования Саянский район и находящихся в его границах иных муниципальных образований»

## Население
| 2010 | 2012 | 2013 | 2014 | 2015 | 2016 | 2017 |
| ---- | ---- | ---- | ---- | ---- | ---- | ---- |
| 459  | ↘450 | ↗466 | ↘453 | ↗457 | ↘443 | ↗449 |

## Состав сельского поселения
В состав сельского поселения входят 2 населённых пункта:
| № | Населённый пункт | Тип населённого пункта       | Население |
| - | ---------------- | ---------------------------- | --------- |
| 1 | Нагорное         | село, административный центр | ↘339      |
| 2 | Усть-Анжа        | деревня                      | ↘120      |

## Местное самоуправление
Нагорновский сельский Совет депутатов
Дата избрания: 14.03.2010. Срок полномочий: 5 лет. Количество депутатов:  7
Глава муниципального образования
- Николаева Алёна Владимировна. Дата избрания: 19.09.2021. Срок полномочий: 5 лет